# Amanah
Cette page contient des caractères spéciaux ou non latins. S’ils s’affichent mal (▯, ?, etc.), consultez la page d’aide Unicode.
L'Amanah (en anglais, National Trust Party, en malais, Parti Amanah Negara) est un parti politique malais qui revendique un islam politique.